# ژست (مجموعه تلویزیونی)
ژست (انگلیسی: Pose) مجموعه تلویزیونی درام ساخته‌شده به دست رایان مورفی (نویسنده)، برد فالچوک و استیون کانالز است که از ۳ ژوئن ۲۰۱۸ از شبکه تلویزیونی اف‌ایکس پخش می‌شود. در این مجموعه بیش از ۵۰ بازیگر تراجنسیتی بازی می‌کنند. در ۱۲ ژوئیه ۲۰۱۸ این مجموعه برای فصل دوم که از ۲۰۱۹ پخش می‌شود، تمدید شد.